# Albert Kouinche
Albert Kouinche est un homme d’affaires camerounais et député du Koung-Khi.

## Biographie

### Enfance et débuts
Albert Kouinche est originaire de Bandjoun. Il est titulaire d'une maitrise en droit privé obtenue à l’université de Yaoundé.

### Carrière
Il commence sa carrière en 1985 au Crédit Foncier du Cameroun. En 1997, il cofonde l'entreprise de transfert d'argent Express-Union. Il est élu député à l'Assemblée nationale du Cameroun le 30 septembre 2013. Le député du RDPC possède également des participations à Banque Atlantique Cameroun et Atlantique Assurance Cameroun. Par ailleurs, l’ancien cadre du Crédit foncier camerounais est copropriétaire d’une société civile immobilière de construction-vente dénommée Nofik Côte d’Ivoire,.

#### Transfert d'argent
Il est cofondateur et PCA de la structure de transfert d'argent et microfinance Express - Union, populaire au Cameroun et dans sa diaspora. Ses activités subissent la concurrence que mobile money. Outre le Cameroun, Express Union est présent en Afrique centrale (Gabon, Congo, Centrafrique, RD Congo et Rwanda) et de l’Ouest (Côte d’Ivoire, Sénégal, Burkina Faso, Guinée, Togo, Mali et Niger), ainsi qu’en France, en Suisse et au Canada.

#### Hôtelier
L’entreprise Nofik Hôtels & Tourism fondée par Albert Kouinche construit un hôtel 4 étoiles Méridien (Marriot) à Yaoundé. Une convention de gestion a été signée le 12 juillet 2021 à Yaoundé entre Noëlle Julianna Kouinche Kamva, fille d’Albert Kouinche et gérante de Nofik Hotels & Tourism, et Dami Adepoju directrice du développement Afrique de l’Ouest de l'hôtelier américain Marriott, propriétaire des enseignes Le Méridien.
Construit sur financement de la Commercial Bank Cameroun (CBC) et d’une banque européenne, le premier Hôtel Le Méridien de Yaoundé aura 155 chambres, 14 suites, trois salles de conférences, une salle des fêtes et est bâti  sur 13 étages, et deux parcs souterrains. Après le complexe hôtelier du Lac dont la pose de la première pierre a eu lieu le 25 juin 2021, c’est le deuxième qui sera géré en franchise à Yaoundé.